# Wolcottville
Wolcottville és una població dels Estats Units a l'estat d'Indiana. Segons el cens del 2000 tenia 933 habitants.

## Demografia
Segons el cens del 2000, Wolcottville tenia 933 habitants, 350 habitatges, i 249 famílies. La densitat de població era de 349,7 habitants/km².
Dels 350 habitatges en un 41,1% hi vivien nens de menys de 18 anys, en un 52% hi vivien parelles casades, en un 13,1% dones solteres, i en un 28,6% no eren unitats familiars. En el 23,7% dels habitatges hi vivien persones soles el 8,3% de les quals corresponia a persones de 65 anys o més que vivien soles. El nombre mitjà de persones vivint en cada habitatge era de 2,67 i el nombre mitjà de persones que vivien en cada família era de 3,15.
Per edats la població es repartia de la següent manera: un 31% tenia menys de 18 anys, un 10,2% entre 18 i 24, un 31,1% entre 25 i 44, un 18,2% de 45 a 60 i un 9,5% 65 anys o més.
L'edat mediana era de 31 anys. Per cada 100 dones de 18 o més anys hi havia 92,2 homes.
La renda mediana per habitatge era de 35.833 $ i la renda mediana per família de 36.458 $. Els homes tenien una renda mediana de 30.705 $ mentre que les dones 21.902 $. La renda per capita de la població era de 16.974 $. Entorn del 9,1% de les famílies i el 10,9% de la població estaven per davall del llindar de pobresa.

## Poblacions més properes
El següent diagrama mostra les poblacions més properes.